# Šatoj (obec)
Šatoj (čečensky Шуьйта, Шуьйта гӀала, Хьакка гӀала, Хьакка, rusky Шатой) je střediskovou obcí a zároveň i správním centrem stejnojmenného okresu v jižní části Čečenské autonomní republiky Ruské federace.

## Geografie
Obec Šatoj se nachází v nadmořské výšce 800 metrů v předhůří Velkého Kavkazu. Leží na pravém břehu řeky Argun v Argunské soutěsce. Od hlavního města Čečenska Grozného je Šatoj vzdálen 56 km směrem na jih. Zhruba stejná vzdálenost dělí Šatoj od hranic s Gruzií.
Okolními obcemi jsou: na severozápadě Chakkoj, Sjuži a Bolšie Varandy, na severovýchodě Zony, na jihovýchodě Bekum-Kale a Pamjatoj, na jihu Vjardy a Guš-Kert a na jihozápadě Vašindaroj.

## Obyvatelstvo
K 1. 1. 2012 bylo v obci Šatoj evidováno 2523 obyvatel. Podle údajů všeruského sčítání obyvatelstva v roce 2002 tvořili Čečenci v Šatoji 81,9% obyvatel, 14% byli Rusové a 3,1% Ukrajinci. Součástí občanské vybavenosti obce je střední škola, nemocnice a kulturní dům.

## Historie

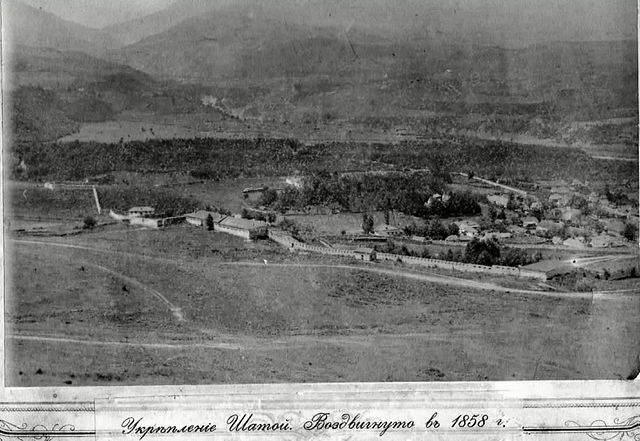
Celkový pohled na ruskou pevnost Šatoj, založenou v srpnu roku 1858.

Šatoj byl založen 9. srpna 1858 během Kavkazské války na základě rozhodnutí generálporučíka Nikolaje Evdokimova jako posádková pevnost, v níž bylo umístěno štábní velitelství a dvě roty Navaginského pěšího pluku Ruského impéria. Pevnost byla vybudována na pozemcích, původně patřících místnímu tejpu Chakkoj (čečensky Хьакка).
Území tejpu Chakkoj bylo dobyto ruskými vojsky 30. 7. 1858, což byl počátek genocidy původních obyvatel, spojené s ničením jejich starobylých památek a posvátných míst. Materiál ze zbořených staveb, včetně historických obranných věží, byl použit na stavbu pevnosti Šatoj.
Kromě vojenských objektů byl v areálu pevnosti vybudován také pravoslavný kostel. Ve zdejší slobodě žilo 50 ruských rodin a dvě rodiny řecké. Přesto, že většina místních obcí a čečenských tejpů uznala svou porážku, záhy po vybudování pevnosti Šatoj došlo k několika povstáním. V roce 1860 vypuklo velké povstání v Argunském okruhu na jihozápadě Čečenska, byly dobyty některé obce v okolí Šatoje a obležena byla i samotná pevnost. Po potlačení povstání bylo ruskými vojsky zničeno několik desítek aulů v horských oblastech Čečenska a v tzv. Ičkerii.

Po Velké říjnové socialistické revoluci v roce 1917 a vypuknutí občanské války většina Rusů – až na některé výjimky – Šatoj opustila. Potomci těchto původních obyvatel žili v Šatoji i na počátku 21. století. 

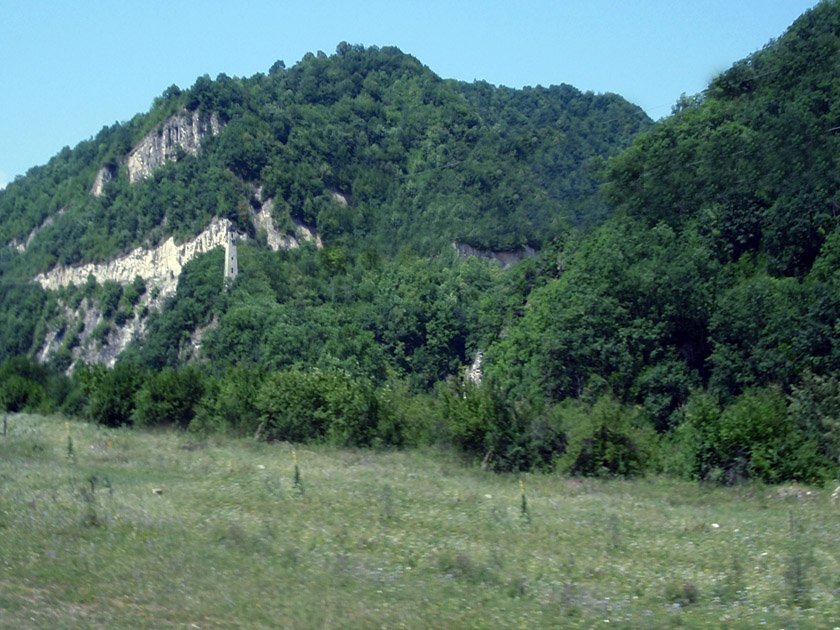
Středověká strážní věž na břehu Argunu u vstupu do obce Šatoj

V roce 1944 po násilném vysídlení Čečenců a dalších kavkazských národů a jejich deportaci do střední Asie byl Šatoj s přilehlými oblastmi dosídlen obyvateli, pocházejícími ze středního Ruska. Šatoj byl přejmenován na Sovětskoe a stal se správním centrem Sovětského okresu Grozněnské oblasti.
Historie obce Šatoj byla od jejího založení až po 21. století určována především její strategickou polohou v dolní části Argunské soutěsky. Také v období první a druhé čečenské války proběhly na území šatojského okresu i přímo v jeho správním centru některé významné bojové operace. V roce 1996 to byla například bitva u obce Jaryšmarda, během níž byla kolona vozů ruského 245. motostřeleckého pluku, mířícího do Šatoje, prakticky celá zničena ze zálohy čečenskými bojovníky, vedenými polním velitelem Chattábem. Během druhé čečenské války ve dnech 22. – 29. února 2000 proběhly u správního centra okresu těžké boje, známé pod termínem Bitva o Šatoj. Na čečenské straně se operace zúčastnilo několik tisíc bojovníků, kterým se podařilo uniknout z Grozného, v jejichž čele byli všichni významní polní velitelé – Aslan Maschadov, Ruslan Gelajev, Chattáb a Šamil Basajev. Po nasazení dělostřelectva a letectva federální vojenské síly dosáhly 29. 2. 2000 vítězství a ovládly Šatoj.

## Rodáci
Z Šatoje pocházel Salaudin Gugajev (1917 – 2010), významný představil čečenské emigrace v USA, který svou politickou aktivitou dosáhl toho, že se otázka deportace a genocidy čečenského národa dostala v roce 1955 na pořad jednání Valného shromáždění OSN. 